# Soraluze-Placencia de las Armas
Soraluze (em basco) ou Placencia de las Armas (castelhano), oficialmente Soraluze-Placencia de las Armas, é um município da Espanha na província de Guipúscoa, comunidade autónoma do País Basco, de área 14,22 km² com população de 4067 habitantes (2008) e densidade populacional de 292,61 hab/km².

## Demografia
| Variação demográfica do município entre 1991 e 2004 | Variação demográfica do município entre 1991 e 2004 | Variação demográfica do município entre 1991 e 2004 | Variação demográfica do município entre 1991 e 2004 |
| --------------------------------------------------- | --------------------------------------------------- | --------------------------------------------------- | --------------------------------------------------- |
| 1991                                                | 1996                                                | 2001                                                | 2004                                                |
| 4838                                                | 4430                                                | 4165                                                | 4158                                                |